# Procolo di Bologna
Procolo (III secolo – Bologna, 304 circa) fu un soldato romano martirizzato a Bologna durante la persecuzione dei cristiani sotto Diocleziano, venerato come santo dalla Chiesa cattolica.

## Agiografia e culto
Procolo viene ricordato da Victricio di Rouen e Paolino da Nola, che lo associa ai martiri Vitale e Agricola. 
Il culto del santo nella città di Bologna ha origine antiche. Intorno a un Procolo martire a Bologna la tradizione ha creato due vite leggendarie, che differiscono per alcuni particolari importanti: nella prima, Procolo sarebbe stato un soldato e un instancabile diffusore del Cristianesimo presso ariani e pagani nella città di Bologna; entrato in contrasto col prefetto Marino, decise di ucciderlo e venne condannato a morte per decapitazione, che ebbe luogo secondo la leggenda nella zona di Porta San Mamolo a Bologna. Il martire, rialzandosi dopo la decapitazione col capo reciso tra le mani, prese a camminare e si recò nel posto dove fu poi eretta una chiesa in suo onore. Sul luogo di questo evento tramandato dalla leggenda è tuttora presente una colonna commemorativa, nella attuale via Alamandini. Secondo un'altra Passio, Procolo sarebbe giunto a Roma dalla Siria; rifugiatosi a Terni, ne divenne vescovo e, perseguitato da Totila, arrivò a Bologna dove subì il martirio per decapitazione. 
Entrambe le agiografie presero forma dopo l'XI secolo e testimoniano la volontà dei benedettini bolognesi del monastero di San Procolo di proporre al culto, da un lato, un campione della libertà comunale e dall'altro un vescovo martire da contrapporre al nuovo santo patrono bolognese, il vescovo civico Petronio. 
In particolare la prima leggenda ricalca una vicenda storica documentata che ricorda la sommossa popolare della città contro il vicario imperiale del Barbarossa del 1164 che si concluse con la sua uccisione.
Nel 1389, nella ricognizione dell'arca dove riposavano le spoglie del Santo, furono rinvenuti due corpi, dando così sostanza alle due differenti leggende, quella del Procolo soldato e quella del Procolo vescovo.
Sia il Martirologio Geronimiano sia il Martirologio Romano fissano la festa di san Procolo al 1º giugno: "A Bologna, san Procolo, martire, che per la verità cristiana fu trafitto con dei chiodi da trave".